# Maggie May (Rod Stewart)
Maggie May is een single van Rod Stewart. Hij schreef het samen met gitarist Martin Quittenton. Hij bracht het in augustus 1971 uit op de B-kant van de single Reason to believe. Maggie May op de B-kant sloeg echter meer aan bij dj's waardoor ze vooral dit nummer draaiden in plaats van de A-kant.
Beide nummers verschenen dat jaar ook op Stewarts derde soloalbum Every picture tells a story. Op dat moment zong hij ook nog voor Faces. Met deze band was Stewart al bekend in zijn thuisland het Verenigd Koninkrijk. Deze single en elpee belandden beiden in thuisland het Verenigd Koninkrijk op de nummer 1-positie van de UK Singles Chart. Ook in de Verenigde Staten werd de nummer 1-positie in de Billboard Hot 100 bereikt en in Canada. Dit  betekende voor Stewart ook zijn doorbraak aan de andere kant van de Atlantische Oceaan.
In Nederland werd de plaat veel gedraaid op Radio Veronica, Radio Mi Amigo, Radio Noordzee Internationaal, Radio Caroline en de publieke popzender Hilversum 3 en werd een grote hit. De plaat bereikte de derde positie in zowel de Nederlandse Top 40 als de Hilversum 3 Top 30.
In België bereikte de plaat eveneens de derde positie in de  Vlaamse Ultratop 50. In de Vlaamse Radio 2 Top 30 werd de tweede positie bereikt.
De plaat wordt nog steeds op de radio gedraaid en staat regelmatig genoteerd in de jaarlijkse NPO Radio 2 Top 2000 van de Nederlandse publieke radiozender NPO Radio 2.

## Achtergrond
Stewart schreef het lied samen met Martin Quittenton, de gitarist van de band Steamhammer. Nadat Quittenton enkele akkoorden speelde, zocht Stewart hier een melodie op. Hier zong hij de tekst op van Maggie May, een Brits volkslied over een prostituee dat The Beatles een jaar eerder hadden uitgebracht op hun elpee Let it be.
Tijdens het componeren herinnerde Stewart zich het voorval dat zich op zijn zestiende had voorgedaan. Dat was toen hij tijdens het Beaulieu Jazz Festival in 1961 voor het eerst seks had. Dit was met een oudere en langere vrouw die krachtig op hem af was gelopen in de biertent. Hij noemt haar in zijn lied niet bij haar echte naam. Stewart en  Quittenton maakten vervolgens een demo waarop Stewart stukjes tekst zong. Naar aanleiding van zijn ervaring in Beaulieu bedacht hij het verhaal van een jongen die op een oudere vrouw valt en uiteindelijk verslagen en perplex raakt in die relatie.

## Bezetting
Voor de opnames nam hij twee van de bandleden uit die groep mee: Wood en McLagan. De bezetting was als volgt:
- Rod Stewart: zang
- Ronnie Wood: gitaar
- Ian McLagan: orgel
- Mickey Waller: drums (de bekkens zijn er later in gemonteerd, omdat Waller die vergat mee te nemen)
- Martin Quittenton: gitaar
- Ray Jackson: mandoline

## Covers
Het nummer werd tientallen malen gecoverd, vooral op muziekalbums van artiesten. Voorbeelden van bekende artiesten zijn van Wet Wet Wet (Holding back the river, 1989), Blur (Ruby trax - The NEM's roaring forty, 1992) en Garth Brooks (Blame it all on my roots, 2013). Ook werd het enkele keren door vrouwen gezongen, zoals door Melissa Etheridge op een livesingle (1994) en Mathilde Santing op haar album Fory nine (2008). Verder verschenen er nog twee versies in het Fins, van Kirka (1972) en Nolo et Rähjä (1978), het Frans van Richard Anthony (1971) en het Spaans van M Clan (2001).

## Hitnoteringen
| land                            | pieknotering | aantal weken |
| ------------------------------- | ------------ | ------------ |
| Verenigd Koninkrijk             | 1            | 27           |
| Verenigde Staten                | 1            | 17           |
| Nederland (Hilversum 3 Top 30)  | 3            | 14           |
| Nederland (Nederlandse Top 40)  | 3            | 16           |
| België (Vlaamse Ultratop 50)    | 3            | 16           |
| België (Vlaamse Radio 2 Top 30) | 2            |              |
| België (Wallonië)               | 24           | 10           |
| Duitsland                       | 11           | 17           |
| Zwitserland                     | 5            | 11           |
| Canada                          | 1            | ?            |

### NPO Radio 2 Top 2000
| Nummer met noteringen in de NPO Radio 2 Top 2000 | '99 | '00 | '01 | '02 | '03 | '04 | '05 | '06 | '07  | '08 | '09 | '10 | '11 | '12  | '13  | '14  | '15  | '16  | '17  | '18  | '19  | '20  | '21  | '22  | '23  | '24  |
| ------------------------------------------------ | --- | --- | --- | --- | --- | --- | --- | --- | ---- | --- | --- | --- | --- | ---- | ---- | ---- | ---- | ---- | ---- | ---- | ---- | ---- | ---- | ---- | ---- | ---- |
| Maggie May                                       | 665 | 850 | 696 | 722 | 747 | 863 | 855 | 863 | 1058 | 850 | 777 | 792 | 952 | 1028 | 1101 | 1133 | 1164 | 1240 | 1235 | 1417 | 1445 | 1415 | 1318 | 1477 | 1566 | 1619 |

1. ↑  Een vetgedrukt getal geeft de hoogste notering aan.